# Barrage Hassan Ier
Le barrage Hassan Ier est un barrage en remblai aménagé au nord-est de Demnate sur la rivière Lakhdar, dans la province d'Azilal, au Maroc.
Il est nommé d'après Hassan Ier.